# Émile Delchambre
Émile Henri Delchambre (* 3. Dezember 1875 in Roubaix; † 8. September 1958 ebenda) war ein französischer Ruderer.
Als Teil seines Vereins Cercle de l’Aviron de Roubaix nahm er an den Olympischen Sommerspielen 1900 in Paris teil. Im Vierer mit Steuermann konnte er zusammen mit Henri Bouckaert, Jean Cau, Henri Hazebrouck und dem Steuermann Charlot in einer Zeit von 7:11 Minuten die Goldmedaille im ersten Finallauf gewinnen.